# Jim McDaniels
James Ronald "Jim" McDaniels (Scottsville, Kentucky; 2 de abril de 1948-Bowling Green, Kentucky; 6 de septiembre de 2017) fue un baloncestista estadounidense que jugó cuatro temporadas en la NBA, además de hacerlo en la ABA y la liga italiana. Con 2,11 metros de estatura, lo hacía en la posición de ala-pívot.

## Trayectoria deportiva

### Universidad
Jugó durante tres temporadas con los Hilltoppers de la Universidad de Kentucky Occidental, en las que promedió 27,6 puntos, 13,8 rebotes y 1,1 asistencias por partido. A lo largo de sus tres temporadas ocupó siempre un puesto entre los más destacados de la Ohio Valley Conference, siendo elegido en todas ellas en el mejor quinteto absoluto, obteniendo además el galardón de Jugador del Año en 1970 y 1971. Conserva hoy en día el récord de la conferencia de más puntos en una carrera de 3 años, con 2.238. LLevó a su equipo, en su única aparición en el Torneo de la NCAA, a la Final Four, acabando en la tercera posición, siendo elegido en el quinteto ideal de la competición. Como colofón, fue incluido en el primero quinteto del all-American en 1971.

### Profesional
Fue elegido en la vigésimo tercera posición del Draft de la NBA de 1971 por Seattle Supersonics, y también por los Utah Stars en el draft de la ABA, pero estos últimos lo traspasaron a los Carolina Cougars. Allí fue el jugador más destacado del equipo, promediando 26,8 puntos y 14,0 rebotes, llegando a disputar el All-Star de la ABA, pero abandonó el equipo tras 58 partidos para fichar por los Sonics, recibiendo su antiguo equipo medio millón de dólares en compensación.
Firmó por 5 temporadas y un millón y medio de dólares, pero se vio relegado al banquillo por su entrenador Lenny Wilkens, haciendo las funciones de suplente de Dick Snyder, viendo que sus estadísticas caían en su primera temporada completa con el equipo, la 1972-73, hasta los 5,6 puntos y 5,1 rebotes por partido.
Mediada la temporada 1973-74 fue despedido, fichando para la 1974-75 por el Snaidero Udine, donde promedió unos espectaculares 29.6 puntos y 16.6 rebotes. Regresa en 1975 a su país, firmando como agente libre por Los Angeles Lakers, pero acaba siendo uno de los hombres menos utilizados por Bill Sharman, promediando 2,6 puntos y 2,1 rebotes antes de ser despedido sin finalizar la temporada, acabando la misma en los Kentucky Colonels de la ABA.
Al año siguiente regresa a la NBA fichando por los Buffalo Braves, donde juega 42 partidos antes de ser despedido, retirándose definitivamente.

## Estadísticas de su carrera en la NBA

### Temporada regular
| Temporada | Edad | Equipo              | Liga  | P   | TIT | MIN  | TC   | TCA  | %TC  | 3P  | 3PA | %3P | TL  | TLA | %TL   | R.OF. | R.DEF. | REB  | ASIS | ROB | TAP | PER | FP  | PTS  |
| 1971-72   | 23   | TOTAL               | TOTAL | 70  |     | 34.4 | 10.1 | 20.0 | .508 | 0.0 | 0.0 |     | 3.5 | 4.9 | .716  | 3.6   | 9.2    | 12.8 | 1.5  |     |     | 2.4 | 4.0 | 23.8 |
| 1971-72   | 23   | Carolina Cougars    | ABA   | 58  |     | 37.4 | 11.4 | 22.0 | .516 | 0.0 | 0.0 |     | 4.0 | 5.6 | .722  | 4.3   | 9.7    | 14.0 | 1.7  |     |     | 2.9 | 4.3 | 26.8 |
| 1971-72   | 23   | Seattle Supersonics | NBA   | 12  |     | 19.6 | 4.3  | 10.3 | .415 |     |     |     | 0.9 | 1.5 | .611  |       |        | 6.8  | 0.8  |     |     |     | 2.2 | 9.4  |
| 1972-73   | 24   | Seattle Supersonics | NBA   | 68  |     | 16.1 | 2.3  | 5.7  | .399 |     |     |     | 1.0 | 1.5 | .700  |       |        | 5.1  | 1.1  |     |     |     | 2.1 | 5.6  |
| 1973-74   | 25   | Seattle Supersonics | NBA   | 27  |     | 16.3 | 2.3  | 6.4  | .364 |     |     |     | 0.9 | 1.6 | .535  | 1.9   | 2.9    | 4.7  | 0.9  | 0.3 | 0.6 |     | 1.8 | 5.5  |
| 1975-76   | 27   | TOTAL               | TOTAL | 64  |     | 9.5  | 1.9  | 4.2  | .446 | 0.0 | 0.0 |     | 0.5 | 0.6 | .865  | 1.0   | 2.1    | 3.1  | 0.6  | 0.2 | 0.4 | 0.6 | 1.6 | 4.2  |
| 1975-76   | 27   | Los Angeles Lakers  | NBA   | 35  |     | 6.9  | 1.2  | 2.9  | .402 |     |     |     | 0.3 | 0.3 | 1.000 | 0.7   | 1.4    | 2.1  | 0.4  | 0.1 | 0.3 |     | 1.1 | 2.6  |
| 1975-76   | 27   | Kentucky Colonels   | ABA   | 29  |     | 12.6 | 2.7  | 5.7  | .473 | 0.0 | 0.0 |     | 0.8 | 1.0 | .821  | 1.4   | 2.9    | 4.3  | 0.7  | 0.3 | 0.6 | 1.3 | 2.2 | 6.2  |
| 1977-78   | 29   | Buffalo Braves      | NBA   | 42  |     | 16.5 | 2.4  | 5.6  | .427 |     |     |     | 0.9 | 1.0 | .857  | 1.1   | 3.2    | 4.3  | 1.0  | 0.1 | 0.9 | 1.2 | 2.7 | 5.6  |
| Total     |      |                     | TOTAL | 271 |     | 19.3 | 4.2  | 9.1  | .466 | 0.0 | 0.0 |     | 1.5 | 2.1 | .720  | 2.2   | 4.8    | 6.5  | 1.1  | 0.2 | 0.6 | 2.0 | 2.5 | 10.0 |
|           |      |                     | NBA   | 184 |     | 14.7 | 2.2  | 5.5  | .402 |     |     |     | 0.8 | 1.2 | .703  | 1.2   | 2.5    | 4.4  | 0.9  | 0.1 | 0.6 | 1.2 | 2.0 | 5.3  |
|           |      |                     | ABA   | 87  |     | 29.2 | 8.5  | 16.6 | .511 | 0.0 | 0.0 |     | 3.0 | 4.0 | .730  | 3.3   | 7.5    | 10.8 | 1.4  | 0.3 | 0.6 | 2.3 | 3.6 | 19.9 |

### Playoffs
| Temporada | Edad | Equipo            | Liga | P  | MIN | TCA | TC | 3PA | 3P | TLA | TL | R.OF. | REB | ASIS | ROB | TAP | PER | FP | PTS | %TC  | %3P | %FT  | MIN | PTS | REB | AST |
| 1975-76   | 27   | Kentucky Colonels | ABA  | 10 | 98  | 19  | 41 | 0   | 0  | 4   | 7  | 9     | 35  | 5    | 3   | 5   | 4   | 16 | 42  | .463 |     | .571 | 9.8 | 4.2 | 3.5 | 0.5 |
| Total     |      |                   | ABA  | 10 | 98  | 19  | 41 | 0   | 0  | 4   | 7  | 9     | 35  | 5    | 3   | 5   | 4   | 16 | 42  | .463 |     | .571 | 9.8 | 4.2 | 3.5 | 0.5 |

## Fallecimiento
McDaniels falleció el 6 de septiembre de 2017 en Bowling Green, Kentucky, donde residía, a la edad de 69 años.